# Desmoclystia dilataria
Desmoclystia dilataria là một loài bướm đêm trong họ Geometridae.